# Santini SMS
Santini SMS ou bien Santini Maglificio Sportivo est une marque italienne de vêtements de cyclisme. Cette entreprise a été fondée par Pietro Santini en 1965 et siège à Lallio (province de Bergame) dans la région lombarde en Italie.

## Fabricant de maillots cyclistes

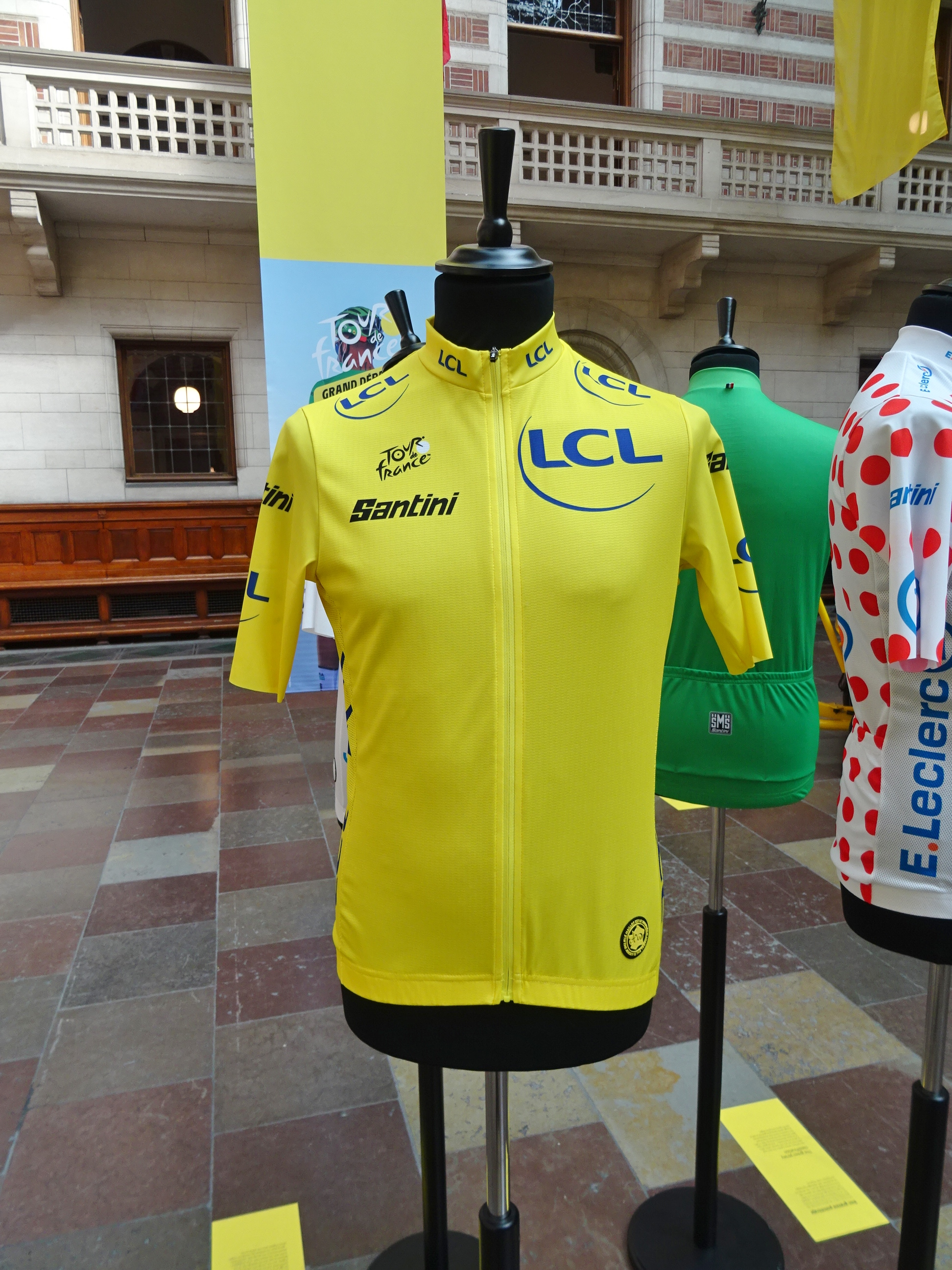
Maillot jaune de leader du Tour de France.

Santini SMS a commencé à produire le maillot rose en 1993. Depuis 1988 la marque transalpine est sponsor officiel de l'Union cycliste internationale, et du Championnat du monde de cyclisme. Cela comprend les Championnats du monde de cyclo-cross, les Championnats du monde de BMX, les Championnats du monde de VTT, de VTT-Trial, de VTT-Marathon, les Championnats du monde junior de cyclisme, les Championnats du monde de cyclisme en salle, les Championnats du monde de paracyclisme sur piste, les Championnats du monde de paracyclisme sur route, les Championnats du monde de cyclisme sur route et sur piste.

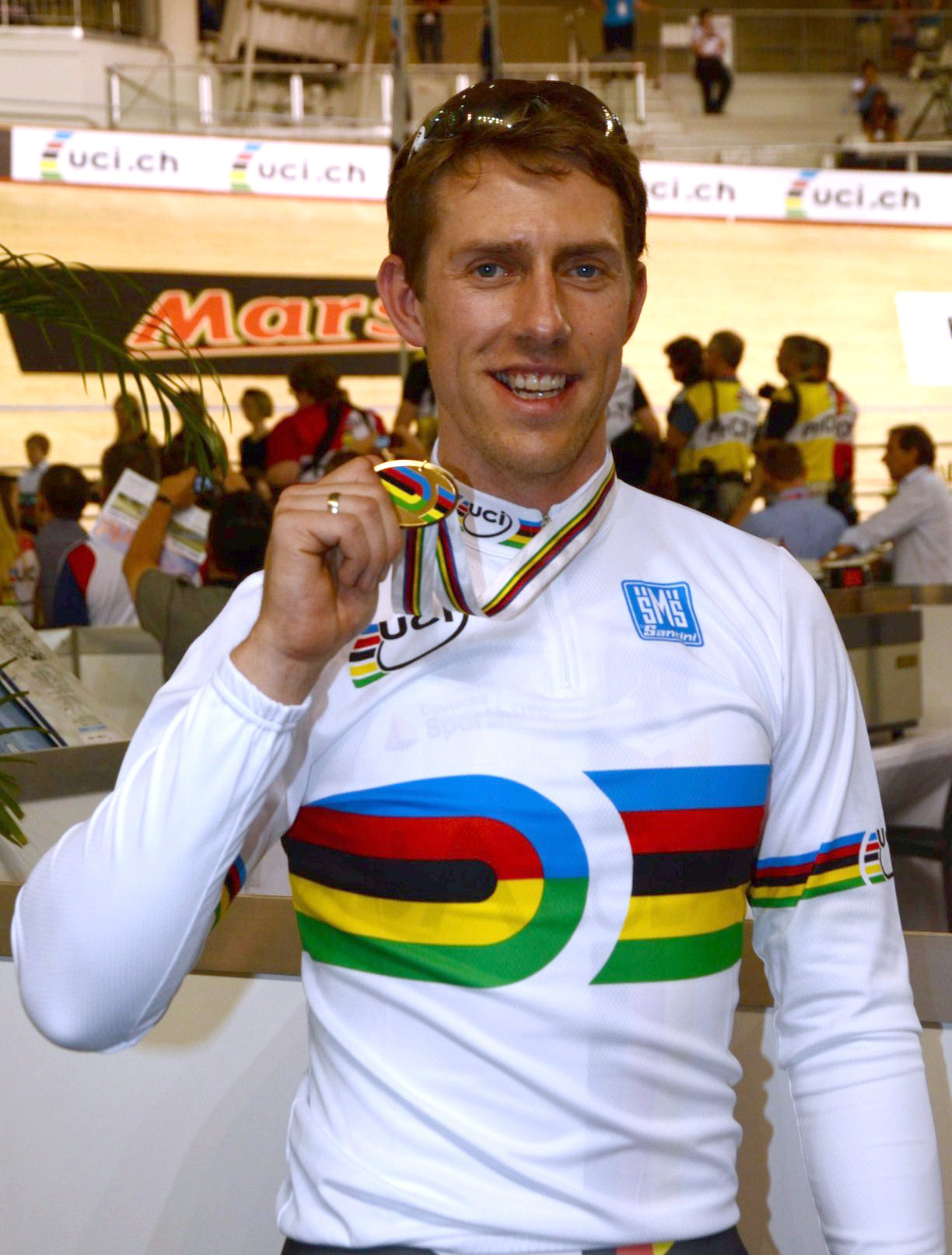
Maillot arc-en-ciel porté par Stefan Nimke.

Santini fabrique aussi les maillots de leader des classements sur le Tour de France ou la Vuelta. Il est aussi équipementier des maillots du classement général et des classements annexes de courses telles que le Tour Down Under ou du Critérium du Dauphiné.

## Équipes
Santini est aussi l'équipementier de formations internationales comme :
- Lidl-Trek
- Tour de Tietema – Unibet
- Equipe nationale australienne
- Equipe nationale argentine
- Reverb
- LA Sweat
- Trek Factory Racing XC
- Fas Airport Services – Guerciotti – Premac